# Marcus Claudius Marcellus (Konsul 287 v. Chr.)
Marcus Claudius Marcellus war ein römischer Staatsmann im ersten Viertel des 3. Jahrhunderts v. Chr.
Sein Vater dürfte der gleichnamige Konsul des Jahres 331 v. Chr. gewesen sein. Er wurde 287 v. Chr. zusammen mit Gaius Nautius Rutilus zum Konsul gewählt. Aus ihrem Amtsjahr gibt es mangels Quellen nichts zu berichten; in die Geschichte ging das Jahr wegen der lex Hortensia ein, die das Ende der Ständekämpfe markierte.
Über das weitere Leben des Marcellus ist nichts bekannt; sein Enkel war der berühmte Feldherr Marcus Claudius Marcellus, der gegen Hannibal kämpfte.